# Подлесе (Любачівський повіт)
Підлісся (пол. Podlesie) — село в Польщі, у гміні Любачів Любачівського повіту Підкарпатського воєводства.
Населення — 61 особа (2011).
У 1975-1998 роках село належало до Перемишльського воєводства.

## Демографія
Демографічна структура станом на 31 березня 2011 року:
|          | Загалом | Допрацездатний вік | Працездатний вік | Постпрацездатний вік |
| -------- | ------- | ------------------ | ---------------- | -------------------- |
| Чоловіки | 28      | 4                  | 22               | 2                    |
| Жінки    | 33      | 12                 | 13               | 8                    |
| Разом    | 61      | 16                 | 35               | 10                   |